# Starcraft: Ghost
StarCraft: Ghost era un videojuego para consolas de acción en tercera persona de la famosa saga StarCraft que fue anunciado en 2002 por Blizzard Entertainment. El proyecto fue pospuesto indefinidamente en marzo de 2006 y posterior cancelación definitiva el 2014. Pronto Blizzard quitó de su web toda referencia a este juego. Muchas son las especulaciones de esta resolución, pero la más probable es que debido a todos sus retrasos más un cambio de equipo de desarrollo, el juego iba a salir demasiado tarde para las nuevas consolas, por lo que se enfrentaron con las opciones de congelarlo o bien traspasarlo a las nuevas consolas o a otros proyectos, lo cual sería complicado.
El desarrollo de este juego fue etiquetado como vaporware y tuvo el 5.º puesto en Wired News' annual Vaporware Awards en 2005.
El cancelado juego recaería en Nova, una espía terran llamada "Ghost", se ambientaría 4 años después de Brood War y cubriría una conspiración acerca de proyectos secretos comandados por los superiores de Nova en el dominio terran. Debido a retrasos, el proyecto fue pospuesto indefinidamente en marzo de 2006 y recién en noviembre del mismo año, se publicó una novela llamado StarCraft: Nova, que cubre la historia de esta personaje.

## Argumento
Ghost tiene lugar en el universo de ficción de la serie StarCraft. La serie se produce en una parte distante de la galaxia llamado sector koprulu y comienza en el año 2499. Exiliados terrestres de la Tierra se rigen por un imperio totalitario, el Dominio Terran, que se opone por varios grupos rebeldes más pequeños. Dos razas alienígenas descubren la humanidad: los Zergs, que comienza a invadir planetas controlados por los terrán; y los Protoss, una raza enigmática con un fuerte poder psiónico que intentan erradicar los Zerg. Ghost tiene lugar cuatro años después de la conclusión de StarCraft: Brood War, donde los Zerg se convierten en el poder dominante en el sector y dejará a los Protoss y el Dominio en ruinas. El juego sigue la historia de Nova, una joven fantasma en operaciones de espionaje, un humano con habilidades psíquicas en el empleo del Dominio. 
A pesar de que el juego ha sido pospuesto indefinidamente, la historia de fondo de Nova fue lanzado en la novela de StarCraft Ghost, que estaba destinado a acompañar el lanzamiento del juego, pero fue publicado en 2006 después de un desarrollo detenido. En la novela, Nova es una chica de quince años de edad e hija de una de las familias dirigentes de la Confederación, un opresivo gobierno presentado en StarCraft. La Confederación es derrocada por los rebeldes, que van a formar el Dominio. Nova tiene un potencial psiónico significativo, pero se ha mantenido fuera del programa de capacitación operativa fantasma confederado debido a la influencia de su padre. Después de que su familia fuera asesinada por los rebeldes, Nova pierde el control de sus capacidades mentales y accidentalmente mata a 300 personas en todo su hogar. Ella huye de su casa antes de estar atrapada, y más tarde se vio obligada a trabajar para un jefe del crimen organizado como un ejecutor y verdugo. Ella es rescatada por un agente de la Confederación, que está investigando su desaparición, durante un ataque de los rebeldes en la capital de la Confederación que conduce a la destrucción de la Confederación. Nova es consecuencia adquirida por el recién formado Dominio Terran, que borra su memoria y la entrena como agente fantasma.
Bajo el emperador Arcturus Mengsk, el Dominio Terran ha reconstruido gran parte de su antigua fuerza y controla un nuevo ejército formado para hacer frente a los Zerg. Para reforzar la eficacia de su ejército, Mengsk inicia una operación de investigación secreta con el nombre en código del proyecto: Shadow Blade y coloca como su mano derecha, al general Horace Warfield. En el programa, un gas experimental y potencialmente letal llamada Terrazine se utiliza para mejorar la estructura genética de los agentes de fantasmas psíquicos del Dominio. El proceso se describe como el cambio de los agentes en "seres sobrehumanos sombríos empeñados en la ejecución de la voluntad de su verdadero maestro." Es en medio de esta, cuando Nova termina su formación y se distribuye en las operaciones contra el Frente de Liberación de Koprulu, un grupo rebelde que desafía el imperio de Mengsk. Sin embargo, la misión de Nova la lleva a descubrir una conspiración que involucra a Shadow Blade. Esta revelación la lleva a cuestionar su lealtad hacia el Dominio y podría alterar el equilibrio de poder dentro de la galaxia.

## Nuevas unidades

### Nuevos vehículos Terran
- Stinger o aguijón: Vehículo terrestre adaptado a terrenos difíciles, que servirá como apoyo en conflictos e invasiones, además que contará con una matralleta montada de 35 mm HE cañón, de armadura media, y velocidad rápida.
- Vulture o buitre en español: una aeromoto rápida que servirá de reconocimiento, con armas de APG-2 con lanzador de granadas, armadura ligera y de velocidad rápida. Apta para enfrentamientos rápidos e invasiones.
- Siege Tank o tanque de asedio: ya existía en versiones anteriores será mejorado en cañones y su artillería en modo asalto será más potente contra enemigos y vehículos en un área determinada. En su modo tanque contará con PPG-7 de cañones de plasma, y en modo asedio con cañones artilleros.
- Grizzly u oso pardo: versátil vehículo aéreo muy armado y con la capacidad de transportar varias unidades al mismo tiempo, muy útil en conflictos móviles, y contará con armas del piloto como 20 mm de pistola, una torreta manticore de misiles, hellswom 30mm de cañones con armadura media y velocidad rápida. Además contará con B2-C de bombas de contusión.

Además se añadirá una unidad llamada "Buscador de droides" que revelará fantasmas u otras unidades.

### Nuevas unidades Terran
- Infantería (ligera): parecida a los famosos marines, (unidad básica del ejército terran), y son rápidos y eficientes que saben manejar armas y vehículos de todo tipo además de que pueden construir torretas.
- Marine: ya mencionado es la unidad básica terran que ha sido mejorada en cuanto a armadura que será más fuerte y a armas como las pistolas marine y rifles además de lanzadores de granadas.
- Firebat o murciélago de fuego en español: nueva unidad terrestre de corto rango y armada con lanzallamas muy potentes como sus armaduras. Además poseen cohetes Napalm guiados por control remoto, y cohetes Napalm guiados por láser.
- Ghost o fantasma: Ya es una unidad anterior mejorada al igual que los marines en armas, vida y armadura. Será capaz de destruir vehículos con sus granadas pegajosas, y su rifle de asalto y su francotirador destruirán cualquier unidad enemiga. Tendrá granadas anti vehículo y anti infantería además del poder de ser invisible y la capacidad de robar vehículos enemigos.

Aparte de estos aparecerán los espectros que serán soldados ghost modificados genéticamente con una droga llamada Terrazine, científicos, médicos e incluso el Camazot (unidad parecida a los marines y los merodeadores existente en cómics de Starcraft II) o el Goliath (parecido al Thor).

### Nuevas unidades Zerg
Las nuevas 4 unidades jugables han sido mejoradas, aunque ya existían en versiones anteriores, estas son:
- Los zerlings, tendrán capacidad de "sed de sangre".
- Los hidraliscos podrán luchar cuerpo a cuerpo.
- Marines infestados capaces de disparar rondas venenosas de una "infestada" rifle Gauss, además de su capacidad de explosión suicida y un ataque de garra.
- Mutalisco que lanzará un ataque bio-plasma y podrá recoger las unidades de tierra para vaciar de la vida.

### Unidades no jugables Zerg
- Terran infestado
- Científico infestado
- Piloto Infestado de SCV
- Señor: Algunos han sido encerrados en los tanques.
- Cerebro Espectro: Mejorados cibernéticamente.

### Nuevas unidades Protoss
La mayoría son unidades ya creadas, pero mejoradas en cuanto a armas o poderes.
- Vengador: También conocido como el purificador, se sabe poco sobre esta unidad. Lleva un único y gran "arma de rayos" en su brazo. El vengador no se mueve durante el disparo del arma a distancia.
- Fanático (mejorado)
- Dragón
- Alto Templario (mejorado)
- Templario Oscuro (mejorado)

## Starcraft II: Wings of Liberty
Sin embargo, Nova ha hecho su aparición en el Starcraft II: Wings of Liberty, igualmente como una fantasma del Dominio, el gobierno impuesto por Arcturus Mengsk, al conocerla el jugador deberá elegir entre ayudarla a eliminar a otro personaje del juego llamado Tosh, o ayudar a Tosh a liberar a sus compañeros de un planeta prisión.

## Starcraft II: Heart of the Swarm
Nova hace su aparición nuevamente en StarCraft II: Heart of the Swarm, dirigiendo un grupo para la captura de Sarah Kerrigan, aun fallando en la misión de captura, logra capturar a Jim Raynor, antes de capturarlo le dice que las cosas pudieron haber sido diferentes si le hubiese ayudado con su pequeño "problema de tosh", lo cual implicaría que el hecho correcto de acuerdo a la historia es haber ayudado a tosh a liberar a sus compañeros espectros de new folson

## World of Warcraft
La tumba de Nova ha sido hallada en World of Warcraft, en Tormenta Abisal, Terrallende. Es un sitio accesible solo con montura voladora, ya que es una piedra que levita a gran altitud. Bajo determinadas circunstancias, se la puede ver agachada junto a la tumba en modo invisibilidad.

## Apariciones públicas
Existe un registro de una aparición pública de Starcraft: Ghost. Esto fue en el E3 del año 2005. En ese año se anunciaba la aparición de Starcraft Ghost para múltiples consolas caseras, como la Nintendo Game Cube. Además, en el menú de instalación de Warcraft III: The Frozen Throne, se podía apreciar un tráiler de este videojuego el cual contenía escenas de combate y también del entorno en que se movería la protagonista, además de promocionar su lanzamiento para el año 2003, hecho que nunca ocurrió.
Además en club nintendo (el n.º 150) se puede leer un artículo de este juego.
- Datos: Q605211